# Baja de Pologne
La Baja de Pologne (Baja Polska) est une compétition automobile organisée dans le nord-ouest de la Pologne, par l'Automobile Club de Gorzow (l'Automobilklub Gorzowsk).

## Histoire

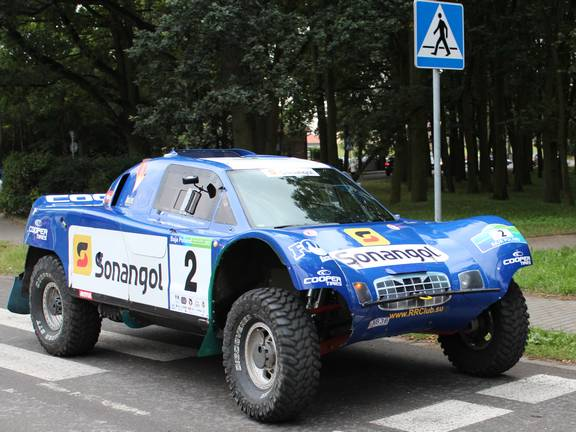
Jean-Louis Schlesser à la Baja de Pologne 2012 (Schlesser Buggy Original).

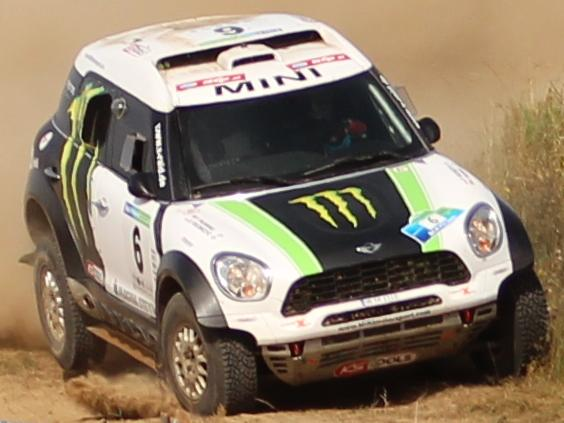
Vainqueurs la même année Krzysztof Hołowczyc et Filipe Palmeiro sur Mini All4.

L'épreuve a fait partie de la FIA International Cup for Cross-Country Bajas (Cross-Country Bajas Cup) en 2009 et 2010 comme première manche de la défunte coupe. 
Elle est désormais comptabilisée en Coupe du monde des rallyes tout-terrain depuis 2011, et se déroule entre fin-août et début-septembre sur 3, puis 4 journées. La course est également ouverte aux quads, et retenue en Championnats de Pologne et de république tchèque des rallyes tout-terrain, en Coupes de Pologne et de Slovaquie des rallyes tout-terrain, et en Championnat de zone centro-européenne.
En 2009, elle compte un prologue (à Szczecin) et 14 épreuves spéciales d'une longueur totale de près de 400 kilomètres. En 2010 la Lituanie la retient également dans son championnat; 6 ES sont alors organisées, et les trois journées s'intitulent "rallye de la ville" (de Gorzow). En 2011 8 ES sont disputées sur 408 kilomètres, la longueur totale étant de 713.5 kilomètres avec les liaisons.
En 2012, la longueur totale est de 781 kilomètres (avec 5 épreuves spéciales totalisant 504 kilomètres), concernant essentiellement Szczecin, et les municipalités de Drawsko, Pomorskie, et Drawsko (secteur militaire).

## Palmarès
| Année | Pilotes              | Copilotes         | Voitures               |
| ----- | -------------------- | ----------------- | ---------------------- |
| 2009  | Balazs Szalay        | Laszlo Bunkoczi   | Opel Antara            |
| 2010  | Krzysztof Hołowczyc  | Jean-Marc Fortin  | Nissan Navara          |
| 2011  | Krzysztof Hołowczyc  | Jean-Marc Fortin  | BMW X3CC               |
| 2012  | Krzysztof Hołowczyc  | Filipe Palmeiro   | Mini All4 Racing       |
| 2013  | Alexander Zheludov   | Andrei Rudnitski  | Toyota Hilux Overdrive |
| 2014  | Krzysztof Hołowczyc  | Xavier Panseri    | Mini All4 Racing       |
| 2015  | Krzysztof Hołowczyc  | Łukasz Kurzeja    | Mini All4 Racing       |
| 2016  | Nasser Al-Attiyah    | Mathieu Baumel    | Toyota Hilux Overdrive |
| 2017  | Nasser Al-Attiyah    | Mathieu Baumel    | Toyota Hilux Overdrive |
| 2018  | Jakub Przygonski     | Tom Colsoul       | Mini JCW Rally         |
| 2019  | Krzysztof Hołowczyc  | Łukasz Kurzeja    | Mini JCW Rally         |
| 2020  | Stéphane Peterhansel | Édouard Boulanger | Mini JCW Rally         |
| 2021  | Krzysztof Hołowczyc  | Łukasz Kurzeja    | Mini JCW Rally         |